# Maurice J. Murphy, Jr.
Maurice J. Murphy, Jr. (Dover, 1927. október 3. – Stratham, 2002. október 27.) az Amerikai Egyesült Államok szenátora (New Hampshire, 1961–1962).